# ゆやゆよん
ゆやゆよんは東京を中心に活動中の3ピースバンドである。2001年12月結成。

## メンバー
- ウエノ／ベース、ボーカル、作曲を担当。
- カナ／ドラムス、ボーカル、紅一点を担当。
- ナカジー／ギター、コーラス、物量的迫力を担当。夜長オーケストラの主宰者でもある。

## 概要
2001年12月、美術大学の軽音楽同好会内で、ウエノ、金井、カナの三人で結成された。以後数回のメンバーチェンジを経て、2005年4月に現在のスリーピースとなる。バンド名の由来は中原中也の詩「サーカス」で出てくる一節、空中ブランコの揺れる「ゆあーん ゆよーん ゆやゆよん」という擬態語から。

## 略歴
2001年12月、美術大学の軽音楽同好会内で、ウエノが金井、カナを誘い結成。2002年4月にサークルの新入生歓迎イベントにて初ライブを行う。その際に披露した4曲を収録した自主制作の1stデモシングル「くるる」を、同年12月から約1年かけて、都内ライブ会場にて200枚無料配布する。2003年4月には高円寺GEARにて共同主催イベント「BACK TO SCHOOL」を開催し、毎回100人以上の観客を動員する。2004年1月に、初のフルアルバムとなる「ゆ」を発表。ライブ会場限定の販売で、100枚が完売している。
2004年4月、金井が就職を機に脱退し、軽音楽同好会の後輩である菊池、村岡を迎え、新体制で始動する。同年11月にはキセル、つじあやの、THE BACK HORNなどが所属する事務所スピードスター・ミュージックの新レーベルspmdiscの主催するオーディションイベント「STAR'S NIGHT」に出演するが、CDデビュー権獲得は逃した。
2005年4月、菊池は会社設立のため、村岡は消防士の道を目指すために脱退。村岡脱退前のラストライブの際に、別のバンドを見に来ていたナカジーがゆやゆよんに加入することになり、現在のスリーピースの形となる。2ヶ月後には自主企画としてスリーマンイベント「ゆやゆよん×高速スパム×mothercoat」を開催。同年10月にはTV番組「ガッツだゼ！」(テレビ埼玉)に、2006年3月にはラジオ番組「Gateway Success radio」(かわさきFM)に出演している。
2006年6月、渋谷O-EASTにてイベンターwild gun crazyが主催するライブイベントに出演。その1ヶ月後に6曲入りミニアルバム「踊る阿呆」を発売。また、この頃から1年かけて自主企画イベント「×」を隔月開催する。その集大成として2007年4月に初のワンマンライブを企画。オープニングアクトでは、メンバーがそれぞれソロプロジェクトを企画し、カナはチンドンライブ、ナカジーはオーケストラ、ウエノはラップを発表した。同年10月には大坂で開催された大型ライブイベントMINAMI WHEELに出演している。
2008年1月からの半年は、6ヶ月連続新曲リリース企画として毎月シングルを発表。6種のシングルは特製の紙ジャケットで、サイコロの面がデザインされており、6枚を組み立ててサイコロを作ることができる。

## 作品
- くるる（1stデモシングル／2002年12月17日）
  - くるる／知らない野菜／物欲ショック／フロムフロ
  - 200枚限定無料配布。現在は配布終了し廃盤となっている。
- ゆ（1stフルアルバム／2004年1月30日）
  - ゆ／後悔よ！悔しかったらここまで登って来い。／知らない野菜／まぜこぜ／くるる／シーソー／大地震は突然襲ってきます／ちぇ／SUKI／フロムフロ／いっさいおまかせ／雨
  - ライブ会場限定販売。現在は生産終了し廃盤となっているが、MP3形式で現在も購入できる。
- 空気（2ndシングル／2005年3月27日）
  - 空気／タチカワ電解カルシウム
- 普通（3rdシングル／2005年6月18日）
  - 普通／KIKUCHI Ayumuのタチカワ電解カルシウム
  - 菊池歩が「タチカワ電解カルシウム」リミックスを手がけた。
- 奇跡（4thシングル／2005年9月19日）
  - 「奇跡」1曲入り
- 謝謝（5thシングル／2005年10月18日）
  - 「サンキュー」1曲入り
- 踊る阿呆（1stミニアルバム／2006年7月22日）
  - 会青／後悔／立川／普通／何処／奇跡
- TV（6thシングル／2007年4月27日）
  - TV／此処
  - ワンマンライブにて限定無料配布。
- www（6ヶ月連続リリース第一弾／2008年1月13日）
  - 「www」一曲入り、特製紙ジャケット仕様
- 信頼（6ヶ月連続リリース第二弾／2008年2月10日）
  - 「信頼」一曲入り、特製紙ジャケット仕様
- 非寛容（6ヶ月連続リリース第三弾／2008年3月8日）
  - 「非寛容」一曲入り、特製紙ジャケット仕様
- 理性（6ヶ月連続リリース第四弾／2008年4月14日）
  - 「理性」一曲入り、特製紙ジャケット仕様
- ライブハウス（6ヶ月連続リリース第五弾／2008年5月25日）
  - 「ライブハウス」一曲入り、特製紙ジャケット仕様
- 離別（6ヶ月連続リリース第六弾／2008年6月22日）
  - 「離別」一曲入り、特製紙ジャケット仕様
- 歪（6ヶ月連続リリースおまけ／2008年7月10日）
  - 「歪」一曲入り